# Wysokomazowiecki
Wysokomazowiecki là một huyện thuộc tỉnh Podlaskie của Ba Lan. Huyện có diện tích 1289 km². Đến ngày 1 tháng 1 năm 2011, dân số của huyện là 58700 người và mật độ 46 người/km².